# Xã Finley, Quận Steele, Bắc Dakota
Xã Finley (tiếng Anh: Finley Township) là một xã thuộc quận Steele, tiểu bang Bắc Dakota, Hoa Kỳ. Năm 2010, dân số của xã này là 52 người.